# Живиниці (громада)
Живи́нице (хорв. і босн. Opština Živinice, серб. Општина Живиниці) — боснійська громада, розташована в Тузланському кантоні Федерації Боснії і Герцеговини. Адміністративним центром є місто Живиниці.
| Боснія і Герцеговина | Це незавершена стаття з географії Боснії і Герцеговини. Ви можете допомогти проєкту, виправивши або дописавши її. |